# Storyville (film)
Pour les articles homonymes, voir Storyville.
Pour plus de détails, voir Fiche technique et Distribution.
Storyville est un film américain réalisé par Mark Frost sorti en 1992. Le scénario, également de Mark Frost, est une adaptation du roman Juryman de Frank Galbally et Robert Macklin paru en 1982.

## Synopsis
Cray Fowler, un jeune candidat de La Nouvelle-Orléans au Sénat des États-Unis, est victime de chantage. Confronté à un meurtre, son enquête l’amène à découvrir la vérité sur l’origine de la fortune de sa famille et sur la mort de son père.

## Fiche technique
- Titre : Storyville
- Réalisation : Mark Frost
- Scénario : Mark Frost, d’après le roman de Frank Galbally et Robert Macklin Juryman
- Musique : Carter Burwell
- Sociétés de production : Davis Entertainment Company
- Producteur : Edward R. Pressman
- Distribution : Johanna Ray
- Image : Ronald Víctor García
- Décor : Brian Kasch
- Costumes : Louise Frogley
- Montage : B.J. Sears
- Attaché de presse :
- Pays :  États-Unis
- Langue : anglais
- Son : Dolby
- Image : couleur
- Genre : Drame
- Durée : 113 minutes
- Date de sortie en salle : 26 août 1992

## Distribution
- James Spader (VF : William Coryn) : Cray Fowler
- Joanne Whalley-Kilmer (VF : Anne Jolivet) : Natalie Tate
- Jason Robards (VF : Roland Ménard) : Clifford Fowler
- Charlotte Lewis (VF : Déborah Perret) : Lee Tran
- Michael Warren (VF : Greg Germain) : Nathan LaFleur
- Piper Laurie (VF : Marion Game) : Constance Fowler
- Michael Parks (VF : Vania Vilers) : Michael Trevallian
- Chuck McCann (VF : Philippe Dumat) : Pudge Herman
- Charles Haid (VF : Michel Fortin) : Abe Choate
- Chino 'Fats' Williams : Theotis Washington
- Woody Strode (VF : Robert Liensol) : Charlie Sumpter
- Jeff Perry (VF : Frédéric Fisbach) : Peter Dandridge
- Galyn Görg (VF : Odile Schmitt) : Spice
- Bernard Zette (VF : Gilles Tamiz) : Tom Plunkett
- Justine Arlin : Melanie Fowler
- George Cheung : Xang Tran
- Phillip Carter : Avner Hollister
- Steve Forrest : Juge Murdoch